# 식물성 플랑크톤

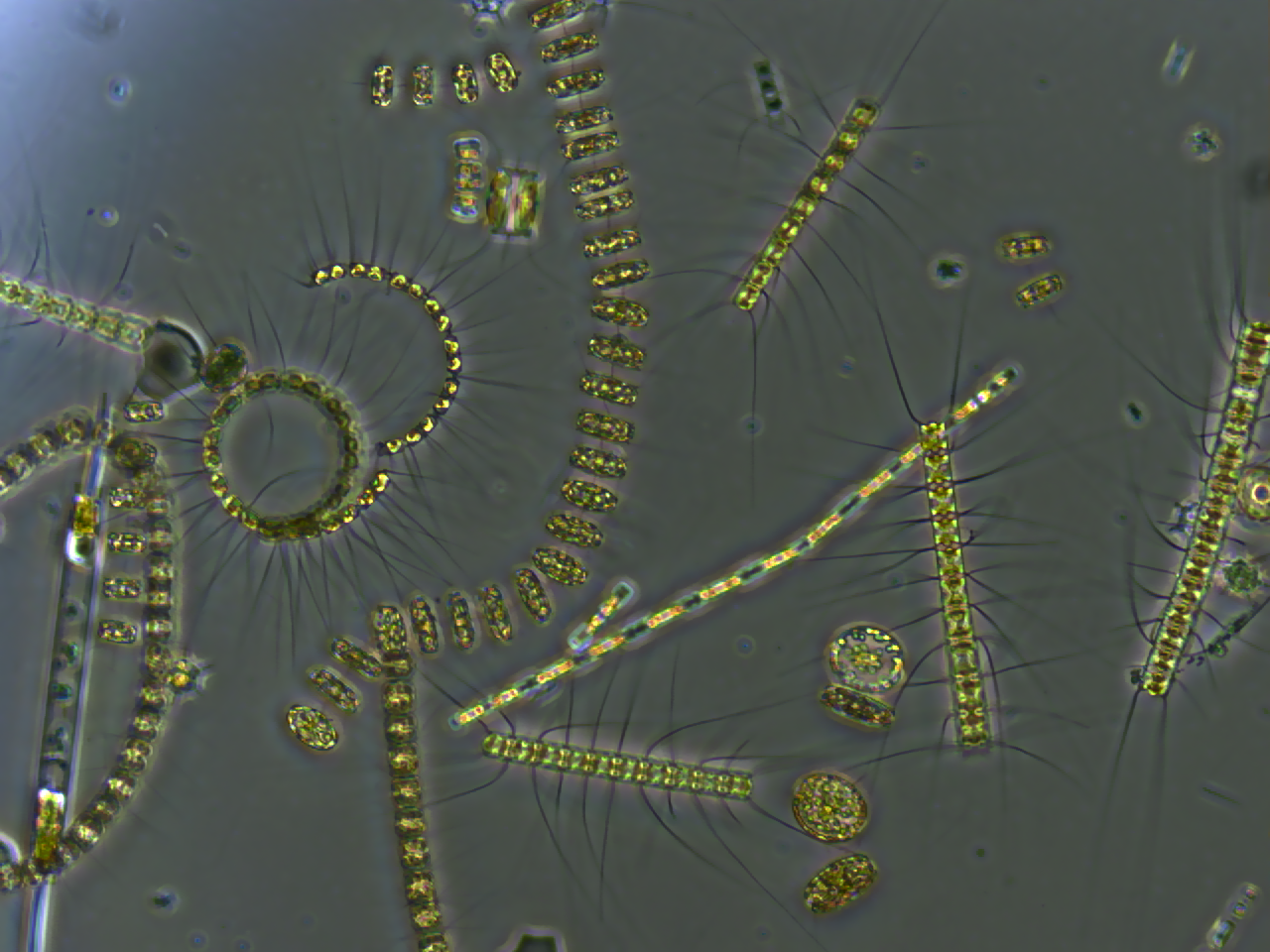
여러종류의 식물성 플랑크톤

식물성 플랑크톤(植物性–, 영어: phytoplankton)은 플랑크톤 부류 중 자가영양생물인 플랑크톤을 지칭한다. 이 이름의 영어 낱말 phytoplankton(/ˌfaɪtoʊˈplæŋktən/)은 식물을 뜻하는 그리스어 낱말 φυτόν(파이튼)과 부유 물질을 뜻하는 그리스어 낱말 πλαγκτός(플랑크토스)에서 왔다.
식물 플랑크톤은 땅의 나무와 다른 식물과 마찬가지로 광합성을 통해 에너지를 얻는다. 이것은 식물성 플랑크톤이 태양으로부터 오는 빛을 가지고 있어야 한다는 것을 의미하며, 바다와 호수의 잘 빛나는 표면층(수광대)에서 산다. 육상 식물과 비교하여 식물 플랑크톤은 더 넓은 표면적에 분포하며, 계절적 변화에 덜 노출되며 나무보다 훨씬 빠른 회전율을 가진다. 결과적으로 식물성 플랑크톤은 기후 변화에 전 세계적으로 빠르게 반응한다.
식물성 플랑크톤은 해양 및 담수 먹이 그물의 기초를 형성하며, 세계 탄소 순환의 핵심 요소이다. 전 세계 식물 바이오매스의 약 1%에 불과함에도 불구하고 전 세계 광합성 활동의 약 절반과 산소 생산량의 최소 절반을 차지한다. 식물성 플랑크톤의 중요한 그룹에는 규조류, 남세균, 와편모충류가 포함되지만, 많은 다른 그룹들도 해당된다.
대부분의 식물성 플랑크톤은 너무 작아서 일일이 맨눈으로 볼 수 없다. 그러나 많은 수가 나타날 때에는 녹색 얼룩의 물이 나타날 수 있는데 이는 세포에 엽록소가 존재하기 때문이다. (그러나 실제 색은 다양한 수준의 엽록소나, 피코빌리 단백질, 크산토필 따위의 색소로 인해 식물성 플랑크톤의 종에 따라 다를 수 있다.)

## 유형

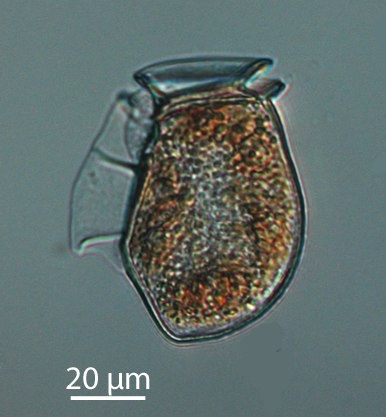
편모충류(The dinoflagellate Dinophysis acuta)one µm = one micrometre = one thousandth of a millimetre

식물성 플랑크톤은 광합성을 하는 미세한 원생생물과 박테리아로, 지구상의 거의 모든 해양과 담수체여러종류의 식물성 플랑크톤의 상층부에 서식하고 육지의 식물과 아주 유사하며 물에서 1차 생산을 위한 물질이다. 식
식물성 플랑크톤은 물에 용해된 이산화탄소로 유기화합물을 만들어내는데, 이것은 수생의 먹이사슬을 지속시키는 과정이다. 식물성 플랑크톤은 해양 먹이사슬의 기저를 이루며 지구의 탄소 순환에 중요한 역할을 한다.

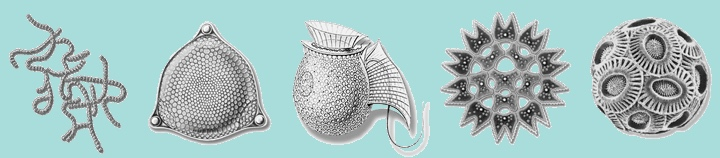
시아노박테리아(남세균), 규조류, 편모충류, 녹조류, 석회비늘편모류

"해양 광합성은 시아노박테리아와 함께 식물성 플랑크톤이라고 불리는 미세조류에 의해 지배된다." 식물 플랑크톤은 광합성 세균(시아노박테리아), 식물과 같은 규조류, 석회질 비늘을 가진 석회비늘편모류에 이르기까지 매우 다양하다.

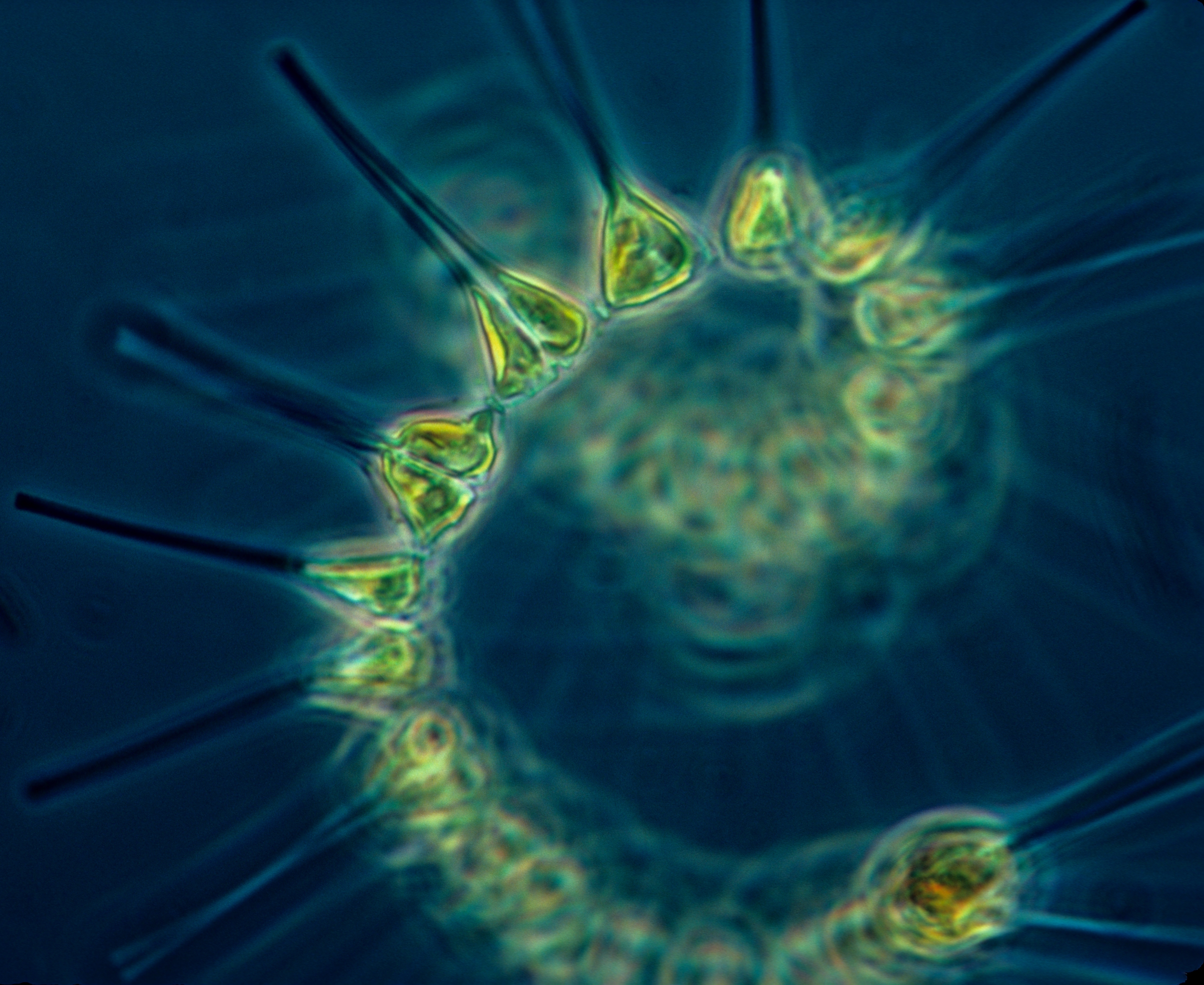
해양 먹이사슬의 기초를 형성한다.

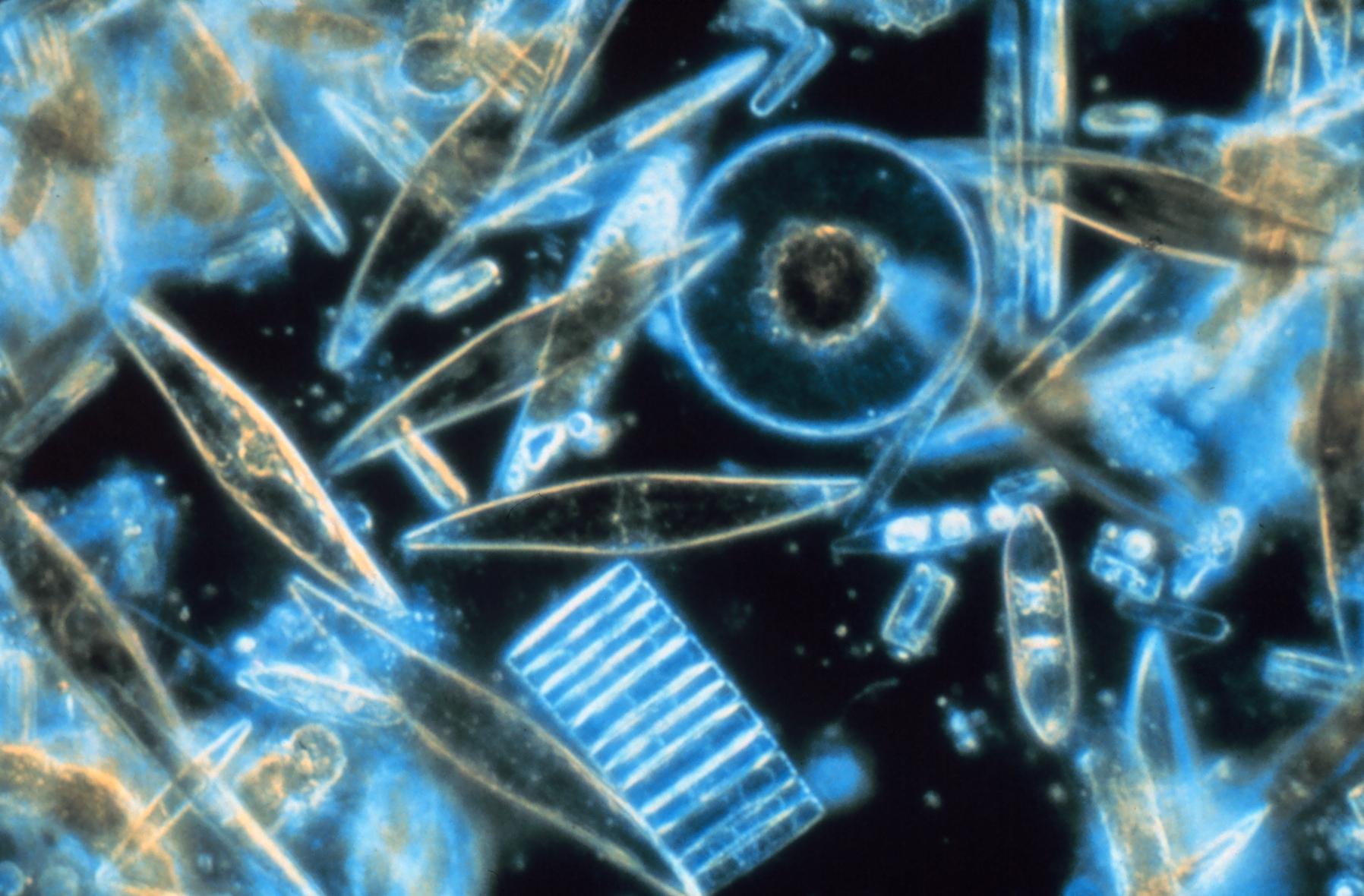
규조류는 가장 흔한 형태의 식물플랑크톤 가운데 하나이다.

## 생태

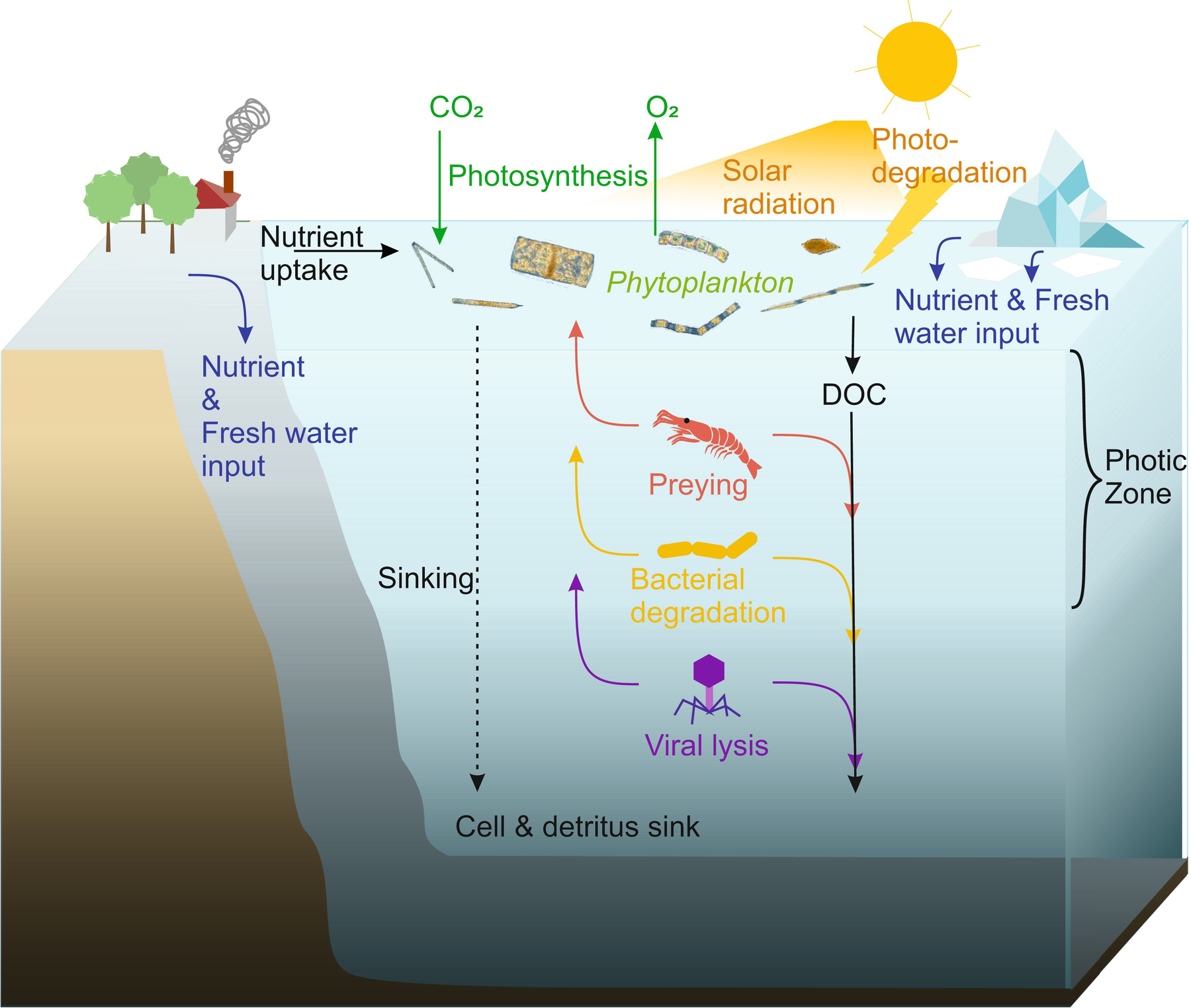
해양 식물성 플랑크톤의 순환

식물성 플랑크톤은 광합성의 과정을 통해 에너지를 얻으므로 대양, 바다, 호수 또는 여러 수역의 빛이 잘 들어오는 표면층(유광층)에 살고 있으며 지구상 모든 광합성 활동의 약 절반을 차지한다. 탄소 화합물에 축적된 에너지 고정(일차생산량)은 대부분의 해양과 많은 담수 생물 먹이그물의 기반이 된다(화학합성은 예외).
거의 모든 식물성 플랑크톤 종들이 절대적인 광독립영양생물이지만 일부 종들은 혼합영양생물이고 이외에 색소가 없는 종은 종속영양생물이다 (후자는 종종 동물성 플랑크톤으로 여겨진다). 이들 중 가장 잘 알려진 것은 야광충과 디노피시스강과 같은 와편모충류 속이며 다른 유기체나 쇄설성 물질을 섭취하여 유기탄소를 얻는다.
식물성 플랑크톤은 광합성을 하는 동안 이산화탄소를 흡수하고 산소를 방출하는데 일사량이 너무 높으면 식물성 플랑크톤은 Photodegradation로 인해 죽을 수도 있다. 특히 식물성 플랑크톤 종은 다양한 수중 빛 각각의 파장을 흡수할 수 있게 하는 다양한 광합성 색소를 가지고 있다. 그렇기 때문에 다른 종들이 서로 다른 빛의 파장을 효율적으로 사용할 수 있어 빛은 단일생태자원이 아니라 그 스펙트럼 구성에 따라 대량의 자원으로 이용된다. 이를 통해 빛의 스펙트럼 변화만으로 동일한 광도를 이용하는 자연 식물 플랑크톤 집단을 변화시킬 수 있다는 것이 밝혀졌다. 식물성 플랑크톤 세포는 성장을 위해 강, 대륙성 풍화작용, 그리고 극지방의 해빙수가 녹은 물을 통해 바다로 유입되는 영양소에 의존하고 용존유기탄소를 바다로 방출한다. 식물성 플랑크톤은 해양 먹이 그물의 기반이 되기 때문에 동물성 플랑크톤, 어류 플랑크톤, 그리고 다른 종속영양생물의 피식자가 되기도 하고 세균이나 바이러스 용해에 의해 분해되기도 한다. 와편모충류와 같은 일부 식물성 플랑크톤 세포는 수직으로 이동할 수 있지만 해류에는 능동적으로 이동할 수 없기 때문에 천천히 침하하여 죽은 세포와 쇄설물로 해저를 비옥하게 만든다.
식물성 플랑크톤은 광물에 의존한다. 의존하는 광물은 주로 질산염, 인산염 또는 규산과 같은 미량영양소이며 가용성은 소위 생물학적 펌프와 영양소가 풍부한 깊은 물의 용승 사이의 균형에 의해 지배된다. 식물성 플랑크톤의 영양 성분은 표층 해양 전체에서 이용 가능한 미량영양소의 레드필드비에 의해 주도된다. 그렇지만 남극해와 같은 대양의 넓은 지역의 식물성 플랑크톤은 미량 영양소의 철의 부족으로 인해 제한되기 때문에 일부 과학자들은 인간이 생산한 이산화탄소(CO2)의 대기 중 축적을 막기 위해 철의 공급을 주장하고 있다. 바다 속의 대량의 철(일반적으로 황산철과 같은 염)을 첨가하면 식물성 플랑크톤의 성장을 촉진하고 대기 중의 이산화탄소를 바다로 끌어당긴다. 그러나 생태계 조작과 철의 공급의 효율성을 둘러싼 논란으로 인해 이와 같은 실험이 지연되었다.

## 다양성

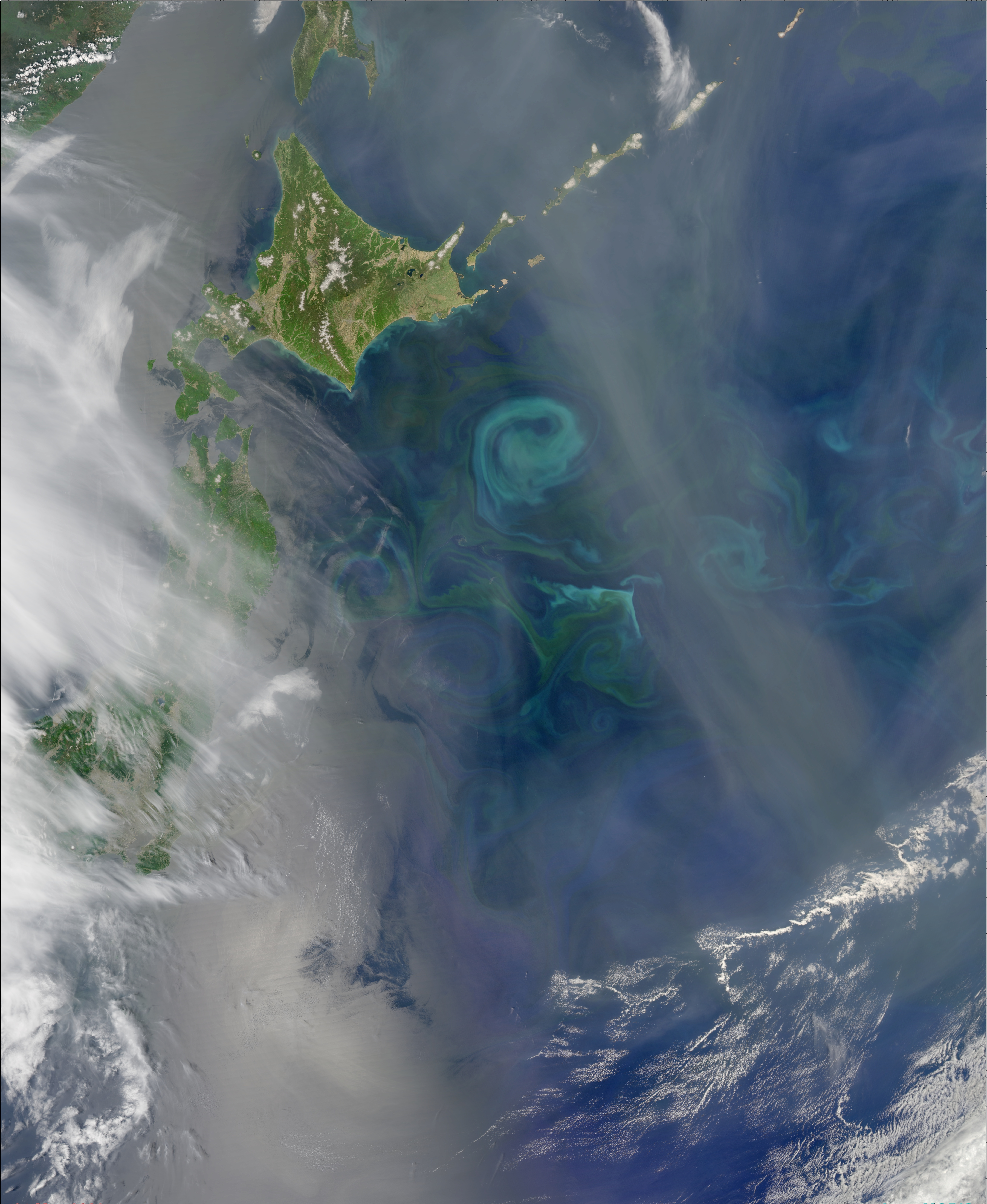
두 해류가 충돌할 때(여기서는 오야시오 해류와 쿠로시오 해류) 소용돌이를 일으킨다. 식물성 플랑크톤은 물의 움직임을 추적하면서 소용돌이의 경계를 따라 집중한다.

식물 플랑크톤이라는 용어는 물속에서 자라는 먹이사슬에 있는 모든 광합성적 독립영양생물 미생물을 포함한다. 그러나 대부분의 독립 영양 생물이 식물인 육지 군집과는 달리 식물 플랑크톤은 원생생물과 유균 및 고균 원핵생물 모두를 포함하는 다양한 집단이다. 해양 식물 플랑크톤에는 약 5,000종이 알려져 있다. 자원이 부족함에도 불구하고 그러한 다양성이 어떻게 진화했는지는 불분명하다.
숫자 면에서 볼 때 식물성 플랑크톤의 가장 중요한 그룹에는 규조류, 남세균 및 와편모충류가 포함되지만 다른 많은 조류 그룹도 해당된다. 세포의 표면에 석회 비늘을 갖는 단세포 조류인 석회비늘편모류는 (부분적으로) 상당한 양의 디메틸 황화물(DMS)을 대기 중으로 방출하는 역할을 한다. DMS는 주변 에어로졸 입자 농도가 낮은 지역에서 황산염을 형성하기 위해 산화되어 구름 응결 핵의 개체수에 기여할 수 있으며, 이는 소위 CLAW 가설에 따르면 대부분 구름 덮개와 구름 알베도를 증가시킨다. 다양한 종류의 식물성 플랑크톤은 다양한 생태계에서 서로 다른 영양 수준을 지원한다. 하층 해수의 용승 또는 높은 육상 유입량에 의해 지배되는 보다 생산적인 생태계에서, 더 큰 편모충류는 더 우세한 식물 플랑크톤이며 바이오매스의 더 큰 부분을 반영한다.

## 같이 보기
- 동물성 플랑크톤
- 플랑크톤

## 참조
1. ↑  Thurman, H. V. (2007). 《Introductory Oceanography》. Academic Internet Publishers. ISBN 978-1-4288-3314-2.
2. 1 2 3  Pierella Karlusich, Juan José; Ibarbalz, Federico M.; Bowler, Chris (3 January 2020). "Phytoplankton in the Tara Ocean" 보관됨 2022-03-08 - 웨이백 머신. Annual Review of Marine Science. 12 (1): 233–265. Bibcode:2020ARMS...12..233P. doi:10.1146/annurev-marine-010419-010706 보관됨 2022-03-08 - 웨이백 머신. ISSN 1941-1405. PMID 31899671. S2CID 209748051.
3. 1 2  Ghosal; Rogers; Wray, S.; M.; A. "The Effects of Turbulence on Phytoplankton". Aerospace Technology Enterprise. NTRS. Retrieved 16 June 2011.
4. ↑  Modeled Phytoplankton Communities in the Global Ocean NASA Hyperwall, 30 September 2015.  This article incorporates text from this source, which is in the public domain.
5. ↑  Parker, Micaela S.; Mock, Thomas; Armbrust, E. Virginia (2008). "Genomic Insights into Marine Microalgae". Annual Review of Genetics. 42: 619–645. doi:10.1146/annurev.genet.42.110807.091417 보관됨 2022-05-03 - 웨이백 머신. PMID 18983264.
6. ↑  Lindsey, R., Scott, M. and Simmon, R. (2010) "What are phytoplankton". NASA Earth Observatory.
7. ↑  Hyperwall, NASA's (2015년 9월 30일). “Hyperwall: Modeled Phytoplankton Communities in the Global Ocean” (영어). 2022년 4월 27일에 확인함.
8. ↑  “MIT Darwin Project | Modeling Marine Microbes” (미국 영어). 2022년 4월 27일에 확인함.
9. ↑  “NASA - NASA Satellite Detects Red Glow to Map Global Ocean Plant Health” (영어). 2021년 4월 10일에 원본 문서에서 보존된 문서. 2022년 4월 27일에 확인함.
10. ↑  “NASA - Satellites See Ocean Plants Increase, Coasts Greening” (영어). 2008년 5월 31일에 원본 문서에서 보존된 문서. 2022년 4월 27일에 확인함.
11. ↑  Pierella Karlusich, Juan José; Ibarbalz, Federico M.; Bowler, Chris (2020년 1월 3일). “Phytoplankton in the Tara Ocean”. 《Annual Review of Marine Science》 12 (1): 233–265. doi:10.1146/annurev-marine-010419-010706. ISSN 1941-1405. 2022년 3월 8일에 원본 문서에서 보존된 문서. 2022년 4월 27일에 확인함.
12. ↑  Mitra, Aditee; Flynn, Kevin J.; Tillmann, Urban; Raven, John A.; Caron, David; Stoecker, Diane K.; Not, Fabrice; Hansen, Per J.; Hallegraeff, Gustaaf (2016년 4월 1일). “Defining Planktonic Protist Functional Groups on Mechanisms for Energy and Nutrient Acquisition: Incorporation of Diverse Mixotrophic Strategies”. 《Protist》 (영어) 167 (2): 106–120. doi:10.1016/j.protis.2016.01.003. ISSN 1434-4610.
13. ↑  Käse, Laura; Geuer, Jana K. (2018).  Jungblut, Simon; Liebich, Viola; Bode, Maya, 편집. “Phytoplankton Responses to Marine Climate Change – An Introduction” (영어). Cham: Springer International Publishing: 55–71. doi:10.1007/978-3-319-93284-2_5. ISBN 978-3-319-93284-2.
14. ↑  Kirk, John T. O. (1994). 《Light and Photosynthesis in Aquatic Ecosystems》 2판. Cambridge: Cambridge University Press.
15. ↑  Stomp, Maayke; Huisman, Jef; de Jongh, Floris; Veraart, Annelies J.; Gerla, Daan; Rijkeboer, Machteld; Ibelings, Bas W.; Wollenzien, Ute I. A.; Stal, Lucas J. (2004년 11월). “Adaptive divergence in pigment composition promotes phytoplankton biodiversity”. 《Nature》 (영어) 432 (7013): 104–107. doi:10.1038/nature03044. ISSN 1476-4687.
16. ↑  Hintz, Nils Hendrik; Zeising, Moritz; Striebel, Maren (2021년 9월). “Changes in spectral quality of underwater light alter phytoplankton community composition”. 《Limnology and Oceanography》 (영어) 66 (9): 3327–3337. doi:10.1002/lno.11882. ISSN 0024-3590.
17. ↑  Käse, Laura; Geuer, Jana K. (2018).  Jungblut, Simon; Liebich, Viola; Bode, Maya, 편집. “Phytoplankton Responses to Marine Climate Change – An Introduction” (영어). Cham: Springer International Publishing: 55–71. doi:10.1007/978-3-319-93284-2_5. ISBN 978-3-319-93284-2.
18. ↑  Richtel, Matt (2007년 5월 1일). “Recruiting Plankton to Fight Global Warming”. 《The New York Times》 (미국 영어). ISSN 0362-4331. 2022년 5월 7일에 확인함.
19. ↑  Monastersky, Richard (1995). “Iron versus the Greenhouse”. 《Science News》 148 (14): 220–222. doi:10.2307/4018225. ISSN 0036-8423.
20. ↑  Hallegraeff, G.M. (2003). "Harmful algal blooms: a global overview" (PDF). In Hallegraeff, Gustaaf M.; Anderson, Donald Mark; Cembella, Allan D.; Enevoldsen, Henrik O. (eds.). Manual on Harmful Marine Microalgae. Unesco. pp. 25–49. ISBN 978-92-3-103871-6.
21. ↑  Hutchinson, G. E. (1961). "The Paradox of the Plankton". The American Naturalist. 95 (882): 137–45. doi:10.1086/282171. S2CID 86353285.
22. ↑  Charlson, Robert J.; Lovelock, James E.; Andreae, Meinrat O.; Warren, Stephen G. (1987). "Oceanic phytoplankton, atmospheric sulphur, cloud albedo and climate". Nature. 326 (6114): 655–61. Bibcode:1987Natur.326..655C. doi:10.1038/326655a0. S2CID 4321239.
23. ↑  Quinn, P. K.; Bates, T. S. (2011). "The case against climate regulation via oceanic phytoplankton sulphur emissions". Nature. 480 (7375): 51–6. Bibcode:2011Natur.480...51Q. doi:10.1038/nature10580. PMID 22129724. S2CID 4417436.
24. ↑  Calbet, A. (2008). "The trophic roles of microzooplankton in marine systems". ICES Journal of Marine Science. 65 (3): 325–31. doi:10.1093/icesjms/fsn013.